# Rapatriement des Polonais (1955-1959)
Pour les articles homonymes, voir Rapatriement.
Le rapatriement de la population polonaise dans les années 1955-1959 (également connu sous le nom de « deuxième rapatriement », pour le distinguer du « premier rapatriement » dans les années 1944-1946) est la deuxième vague de rapatriement forcé (de fait une déportation) des Polonais vivant dans les territoires annexés par l'Union soviétique (voir Kresy Wschodnie). Il convient de souligner que le terme largement utilisé de rapatriement, promu par des décennies de propagande communiste polonaise, est une sorte de manipulation et désigne un acte d'expatriation illégale.

## Histoire
Au lendemain de la mort de Joseph Staline et du début de la déstalinisation, environ 250 000 personnes sont rapatriées, dont environ 25 000 prisonniers politiques des Goulags . Parmi les notables polonais rapatriés pendant cette période figurent Czesław Niemen, Władysław Kozakiewicz, Lew Rywin (en) et Anna Seniuk (en).
À la fin des années 1940, jusqu'à un million de Polonais ethniques restent en Union soviétique. Privés de tous les dirigeants instruits, déjà partis pour la Pologne, les Polonais se retrouvent au cœur de plusieurs conflits locaux, qui ont eu lieu en RSS de Lituanie et RSS d'Ukraine (voir Partisans lituaniens, Armée insurrectionnelle ukrainienne). Dans la partie occidentale de la Biélorussie soviétique, qui comptait encore une importante minorité polonaise, plusieurs unités de guérilla polonaise ont opéré jusqu'au début des années 1950, en particulier dans la région de Lida. De plus, la campagne de collectivisation touche les villages polonais d'une large ceinture, allant de Vilnius à Ternopil en Ukraine. Les agriculteurs ayant résisté ont été envoyés en Sibérie, et la terreur continua jusqu'au milieu des années 1950.
Le 15 novembre 1956, une délégation polonaise composée de Władysław Gomułka et Józef Cyrankiewicz part pour Moscou pour entamer des pourparlers sur le soi-disant rapatriement. Grâce à leurs efforts, à la fin de cette année, quelque 30 000 Polonais sont autorisés à quitter l'Union soviétique et à s'installer en République populaire de Pologne. Le 25 mars 1957, les ministres des Affaires intérieures des deux pays, Wladyslaw Wicha et Nikolay Dudorov, signent un accord en vertu duquel tous les individus qui, avant le 17 septembre 1939 (voir invasion soviétique de la Pologne) étaient citoyens de la Deuxième République polonaise, ainsi que leurs conjoints et leurs enfants, peuvent s'installer en Pologne. Cependant dans de nombreux cas, la nationalité polonaise est difficile à prouver, face à la perte ou au manque de documents. Dans de telles situations, le gouvernement polonais doit fournir des preuves. En outre, les Polonais ethniques sont dispersés non seulement dans les anciennes provinces orientales de la Pologne, mais aussi dans toute l'Union soviétique. Les atteindre sont souvent difficile, et pour ne rien arranger, le processus est supervisé par l'ancien procureur stalinien, Stefan Kalinowski, qui avait lui-même déporté des Polonais en Sibérie dans les années 1940.
Malgré tous ces obstacles, le nombre de Polonais rapatriés ne cessa de croître :
| Année | Nombre de Polonais rapatriés |
| ----- | ---------------------------- |
| 1955  | 6 429                        |
| 1956  | 30 787                       |
| 1957  | 93 872                       |
| 1958  | 85 865                       |
| 1959  | 32 292                       |

Au total, au cours de la période de cinq ans, 245 501 Polonais quittent l'URSS. La grande majorité d'entre eux proviennent de l'ancien territoire polonais, Kresy Wschodnie — de la RSS de Lituanie (46 552), de la RSS de Biélorussie (100 630) et de la RSS d'Ukraine (76 059). La plupart d'entre eux s'installeront dans les territoires récupérés, où ils trouveront un emploi dans les fermes agricoles d'État.
Après le rapatriement, quelque 360 000 Polonais demeurent encore en Ukraine soviétique. La plupart d'entre eux résident dans la région de Jytomyr et Berdytchiv, mais aussi dans la ville de Lviv, où en 1959 la population polonaise s'élève à environ 17 000 habitants. En Biélorussie soviétique, il reste quelque 540 000 Polonais et 230 000 en Lituanie.